# Danka Nikolic
Danka Nikolic (Belgrado *1983) es una violista y promotora artística serbia.

## Biografía
Estudia en la Universidad Mozarteum de Salzburgo y en la Hochschule für Musik und Theater de Hamburgo. Ganadora de numerosos concursos nacionales e internacionales, Danka Nikolic trabaja regularmente en festivales internacionales tanto de solista como con diferentes formaciones de cámara, junto a artistas como Eliot Fisk, Stefan Schilli, Juan Diego Flórez, Alexander Sitkovetsky, Juan Pérez Floristán, Paolo Bonomini, Pablo Barragán, Kirill Troussov, Thomas Selditz, Lukas Hagen, Suyeon Kang, Per Rundberg, etc. Danka Nikolic es miembro de Camerata Salzburg, donde también ejerce como viola solista, y viola Solista en Deutsche Kammerakademie Neuss.  Habitualmente toca con orquestas como Orquesta de Cámara de París (viola solista), Chamber Orchestra of Europe y Balthasar-Neumann Ensemble (viola histórica), Potsdam Kammerakademie (solo viola) . Otras orquestas con las que ha trabajado han sido, entre otras, NDR Sinfonieorchester, Ensemble Resonanz, Mahler Chamber Orchestra y Kammerorchester Basel (viola solista). Es miembro fundadora del Trío Schallmoos y directora del Festival Internacional de Música de Cámara de Isla Cristina. Danka Nikolic es también una requerida intérprete de viola d' amore.